# Liste de films cubains
Ci-dessous une liste de films produits à Cuba par ordre chronologique. Pour une liste alphabétique de films, voir aussi Catégorie:Film cubain

## Années 1890
- 1897 : Simulacro de incendio de Gabriel Veyre, Documentaire, court métrage muet

## Années 1900
- 1906 : El parque de Palatino d'Enrique Díaz Quesada, Documentairecourt métrage muet

## Années 1920
- 1929 : El veneno de un beso de Ramón Peón, Drame, film muet.

## Années 1930
- 1930 : La virgen de la Caridad de Ramón Peón, Drame, film muet.
- 1937 : La Serpiente Rojo d'Ernesto Caparros, Mystère
- 1938 : El Romance del Palmar de Ramón Peón

## Années 1940
- 1940 : Prófugos, Drame
- 1947 : La caperucita roja de Tomás Gutiérrez Alea, court métrage
- 1947 : El faquir de Tomás Gutiérrez Alea, court métrage

## Années 1950
- 1951 : Cuando las mujeres mandan de José M. González Prieto, Comédie musicale
- 1954 : La rosa blanca d'Emilio Fernández, Drame
- 1955 : El Mégano de Julio García Espinosa, Documentaire
- 1955 : Tres bárbaros en un jeep de Manuel de la Pedrosa, Comédie
- 1958 : Con el deseo en los dedos de Mario Barral
- 1959 : Esta tierra nuestra de Tomás Gutiérrez Alea, Documentaire

## Années 1960
- 1960 : ¡Arriba el campesino! de Mario Gallo, documentaire
- 1960 : El maná de Jesús de Armas, premier film d'animation produit par ICAIC.
- 1960 : Carnaval de Fausto Canel, Joe Massot, documentaire
- 1960 : Asamblea general de Tomás Gutiérrez Alea, documentaire
- 1960 : Gente en la playa de Néstor Almendros, documentaire
- 1960 : Al compás de Cuba de Mario Gallo, documentaire
- 1960 : Historias de la revolución de Tomás Gutiérrez Alea,
- 1961 : Realengo 18 d'Oscar Torres, drame
- 1961 : P.M. (Pasado Meridiano) d'Alberto Cabrera Infante, Orlando Jiménez Leal, documentaire
- 1961 : ¡Muerte al invasor! de Tomás Gutiérrez Alea, Santiago Álvarez, documentaire
- 1961 :  El Bautizo (The Christening) de Roberto Fandiño[1]
- 1962 : Les douze chaises (film) (es) (Las doce sillas) de Tomás Gutiérrez Alea, comédie
- 1962 : El joven rebelde de Julio García Espinosa, drame
- 1963 : El otro Cristóbal d'Armand Gatti, drame
- 1963 : Melodrama de Rolando Díaz (es), drame
- 1964 : Cumbite (es), drame de Tomás Gutiérrez Alea, d'après un texte de Jacques Roumain
- 1964 : I am Cuba (Soy Cuba) de Mikhaïl Kalatozov
- 1966 : La Mort d'un bureaucrate (Muerte de un burócrata) de Tomás Gutiérrez Alea
- 1967 : Aventuras de Juan Quinquin (The adventures of Juan Quinquin) de Julio García Espinosa
- 1967 : Por Primera Vez (For the First Time) d'Octavio Cortázar (es)
- 1968 : Mémoires du sous-développement (Memorias del subdesarrollo) de Tomás Gutiérrez Alea
- 1968 : Lucía d'Humberto Solás

## Années 1970
- 1971 : Un combat cubain contre les démons (es), drame de Tomás Gutiérrez Alea
- 1973 : El hombre de Maisinicú (es) de Manuel Pérez Paredes (en)[2]
- 1974 : De cierta manera de Sara Gómez
- 1975 : El otro Francisco de Sergio Giral
- 1976 : La Dernière Cène (La última cena) de Tomás Gutiérrez Alea
- 1977 : Rancheador de Sergio Giral
- 1977 : El brigadista d'Octavio Cortázar (es)
- 1977 : Rio Negro de Manuel Pérez Paredes (en)
- 1978 : Les Survivants (Los sobrevivientes) de Tomás Gutiérrez Alea
- 1979 : Retrato de Teresa de Pastor Vega

## Années 1980
- 1980 : Maluala de Sergio Giral
- 1980 : Guardafronteras d'Octavio Cortázar (es)
- 1981 : Techo de Vidrio de Sergio Giral
- 1982 : Cecilia d'Humberto Solás
- 1982 : Amada d'Humberto Solás
- 1982 :  Los pájaros tirándole a la escopeta de Rolando Díaz (es)
- 1983 : Hasta cierto punto de Tomás Gutiérrez Alea
- 1984 : Se permuta de Juan Carlos Tabío
- 1985 : Lejania de Jesús Díaz
- 1985 : Vampiros en La Habana de Juan Padrón
- 1985 : El bohío de Mario Rivas[3]
- 1986 : Un hombre de exito (A man of success) d'Humberto Solás
- 1986 : Placido de Sergio Giral
- 1986 : Baragua de José Massip[4]
- 1986 : Vals en la Habana Vieja de Luis Felipe Bernaza[5],[6]
- 1987 : Clandestinos de Fernando Pérez
- 1988 : Plaff (ou Trop peur de la vie) de Juan Carlos Tabío
- 1989 : La bella del Alhambra d'Enrique Pineda Barnet[7]
- 1989 : Maria Antonia de Sergio Giral

## Années 1990
- 1990 : Oscuros Rinocerontes Enjaulados, de Juan Carlos Cremata Malberti
- 1992
- 1992 : 8-A (Ochoa) d'Orlando Jiménez Leal (es)
- 1993 : Fraise et Chocolat de Tomás Gutiérrez Alea et Juan Carlos Tabío
- 1994 : El Elefante y la Bicicleta de Juan Carlos Tabío
- 1994 : Madagascar de Fernando Pérez
- 1995 : Guantanemera de Tomás Gutiérrez Alea and Juan Carlos Tabío
- 1996 : Bitter Sugar de Leon Ichaso (en)
- 1997 : Who the Hell is Juliette? de Carlos Marcovich (es)
- 1997 : Amor vertical d'Arturo Sotto Díaz (ca)
- 1998 : La vie, c'est siffler (La vida es silbar) de Fernando Pérez
- 1999 : Buena Vista Social Club de Wim Wenders
- 1999 : Los Zapaticos me Aprietan d'Humberto Padrón (en)

## Années 2000
- 2000 : Lista de espera (Liste d'attente) de Juan Carlos Tabío
- 2001 : Miel para Oshun (Honey for Oshun) d'Humberto Solás
- 2002 : Todo por ella de Pavel Giroud
- 2002 : Yank Tanks de David C. Schendel, Documentaire, premier film américano-cubain co-produit depuis 1958.
- 2003 : Suite Habana de Fernando Pérez
- 2003 : Red Cockroaches de Miguel Coyula
- 2003 : La casa por la ventana de Pavel Giroud
- 2004 : Silk Screen de Pavel Giroud
- 2004 : Tres veces dos de Pavel Giroud,
- 2005 : Viva Cuba de Juan Carlos Cremata
- 2005 : Habana Blues de Benito Zambrano
- 2005 : Frank Emilio, Amor y Piano de Pavel Giroud
- 2005 : Esther Borja: Rapsodia de Cuba de Pavel Giroud
- 2005 : Un Rey en La Habana d'Alexis Valdés
- 2006 : El Benny de Jorge Luis Sánchez (es)
- 2006 : La Edad de la peseta (The silly age) de Pavel Giroud
- 2006 : Car Havana de Pavel Giroud
- 2007 : Manteca, Mondongo y Bacalao con pan (Una mirada al Jazz Cubano) de Pavel Giroud
- 2008 : Kangamba de Rogelio París (es)
- 2008 : Personal Belongings d'Alejandro Brugués[8],[9]
- 2008 : Los dioses rotos (Les Dieux brisés) de Ernesto Daranas (es)
- 2008 : Omerta de Pavel Giroud
- 2008 : El Cuerno de la Abundancia (La Corne d'abondance) de Juan Carlos Tabío
- 2008 : Madre Coraje y sus hijos (Mère Courage et ses enfants), par Enrique Álvarez
- 2008 : El viajero inmóvil (Le Voyage immobile), drame de Tomás Piard
- 2008 : Ciudad en rojo (Ville en rouge), drame historique de Rebeca Chávez
- 2009 : Larga distancia (Longue Distance), drame d'Esteban Insausti
- 2009 : Lisanka, comédie romantique de Daniel Díaz Torres
- 2009 : El premio flaco (Le petit Prix), drame de Juan Carlos Cremata
- 2009 : La anunciación (L'annonciation), drame de Enrique Pineda Barnet
- 2009 : Ay, mi amor (Oh, mon amour !), drame de Tomás Piard

## Années 2010
- 2010 : José Martí, el ojo del canario (Joseph Martí, l'oeil du canari), biopic de Fernando Pérez Valdés
- 2010 : Boleto al paraíso (Billet pour le paradis), drame de Gerardo Chijona (es)
- 2010 : Chamaco (Kid), drame de Juan Carlos Cremata Malberti
- 2010 : Acorazado (Bataille navale), comédie d'Álvaro Curiel
- 2010 : Casa vieja (Vieille Maison), drame de Lester Hamlet
- 2010 : Habana Eva (Éva Havana), comédie dramatique de Fina Torres
- 2010 : La noche del juicio (La Nuit du jugement), de Tomás Piard[10]
- 2010 : El más fuerte (Le plus fort)
- 2010 : Mémoires de (sur)développement (es), drame de Miguel Coyula